# 王振华 (蒙古军将领)
王振华（?—?），辽宁人，东北军及蒙古军将领。

## 生平
王振华早年毕业于东北讲武堂，和慕新亚等人是同学。后来他任东北军骑兵第十七旅少校参谋（旅长为崔兴武）。1933年2月21日日军进犯开鲁，東北軍騎兵第17旅旅长崔兴武已逃跑，代旅长李守信率部投降日本。李守信被任命为“热河游击司令”，王振华也随部队投降了日本。1933年9月，李守信所部改编为察东警备军，王振华任察东警备军教导学校的负责人。1936年2月，察东警备军改编为蒙古军，察东警备军教导学校的教官作为骨干组成蒙古军第一军第三师，王振华任第三师师长。1938年春，驻凉城的蒙古军第三师团长慕新亚发动凉城反正投降傅作义。为此，日本人要将王振华撤职，经李守信努力，使王振华免于处分。
其后他的生平不详。